# Gnorimus nobilis
Gnorime vert, Verdet
Espèce
Gnorimus nobilis, le Gnorime vert ou Verdet, est une espèce de coléoptères de la famille des Scarabaeidae, appartenant à la sous-famille des cétoines.

## Répartition
Europe, au nord remonte jusqu'au sud de l'Angleterre et de la Scandinavie. En France vit la sous-espèce nominale.

## Description
D'une taille pouvant varier de 15 à 18 mm, il présente une coloration vert métallique ou cuivreuse et même parfois noirâtre. Ses élytres présentent des taches blanches, elles aussi variables en nombre et en taille. Enfin la surface des élytres est très irrégulière et les stries peu visibles.

## Écologie
L'adulte est floricole et peut être observé de mai à août sur les fleurs d'ombellifères et de chardons, mais aussi de sureau, aubépine, églantier et châtaignier. On l'observe dans les forêts, les clairières, les bords de cours d'eau et les lisières forestières. La larve, quant à elle, se développe durant plusieurs années dans le terreau contenu dans les cavités des vieux arbres.

## Liste des sous-espèces
Selon GBIF (13 septembre 2024) :
- Gnorimus nobilis subsp. bolshakovi (Gusakov, 2002)
- Gnorimus nobilis subsp. macedonicus Baraud, 1992
- Gnorimus nobilis subsp. nobilis (Linnaeus, 1758)

## Statuts
Cette espèce est quasi-menacée en région Auvergne-Rhône-Alpes, région dans laquelle elle est également déterminante de l'inventaire ZNIEFF.

## Systématique
Le nom valide complet (avec auteur) de ce taxon est Gnorimus nobilis (Linnaeus, 1758).
L'espèce a été initialement classée dans le genre Scarabaeus sous le protonyme Scarabaeus nobilis Linnaeus, 1758.
Ce taxon porte en français le nom vernaculaire ou normalisé suivant : Gnorime vert.
Gnorimus nobilis a pour synonyme :
- Scarabaeus nobilis Linnaeus, 1758